# Kunstbeeld
Kunstbeeld was een Nederlands tijdschrift dat zich richtte op hedendaagse en moderne kunst.
De eerste editie van Kunstbeeld verscheen in oktober 1976. Het tijdschrift verscheen tien keer per jaar en bevatte interviews met beeldend kunstenaars, essays en achtergrondverhalen over nationale en internationale tentoonstellingen. In juni 2015 stopte Veen Media met het uitgeven van Kunstbeeld.